# Kenneth W. Hassler
Kenneth Wayne Hassler (geboren am 8. März 1932 in Wernersville, Pennsylvania; gestorben am 28. September 1999 ebenda) war ein amerikanischer Science-Fiction-Autor.
Er verfasste um 1970 eine Reihe konventioneller SF-Romane, meist Space Opera. Zwei davon wurden ins Deutsche übersetzt.

## Bibliographie
- The Glass Cage (1969)
- Destination: Terra (1970)
- A Message from Earth (1970)
- The Dream Squad (1970)
  - Deutsch: Die Traumpolizei. Bastei-Taschenbuch #21, 1973, ISBN 3-404-00189-3.
- Intergalac Agent (1971)
  - Deutsch: Die Jäger von Narkania. Übersetzt von Heinz F. Kliem. Bastei Lübbe #21054, 1974, ISBN 3-404-04925-X.
- The Multiple Man (1972)